# ツルミ製麺所
ツルミ製麺所は、大阪市城東区に本社を置く、業務用生ラーメンの専門メーカーである。
昭和52年4月の創業で、関西を中心に日本全国のラーメン店や飲食店に販路を持ち、低加水麺から高加水麺まで300種類以上のアイテムを取り揃えている。